# Lexicógrafos del Perú
Lexicógrafos del Perú es un grupo abierto de estudiosos o expertos que a lo largo de la historia escrita del Perú han realizado trabajo de lexicografía; en el entendido de elaborar diccionarios o listas de palabras usables en glosarios.

## Diversos idiomas
Se han confeccionado generalmente diccionarios bilingües:
- Quechua -castellano
- Aimara- castellano
- Mochica-castellano
- En el siglo XX, de lenguas amazónicas a castellano o a inglés.

Además sobre peruanismos.

## Historia inicial

### Quechua
- El primer trabajo realiza Juan de Díez Betanzos, quien funge de traductor de español a quechua y elabora una lista  de términos básicos en quechua de entonces.[2]
- Luego, Diego González Holguín, quien elabora un vasto vocabulario de la lengua quechua[3]
- El vocabulario y arte de Domingo de Santo Tomás[4]
- Torres Rubio y algunos anónimos[5]
- Anónimo. Arte y Vocabvlario en la Lengua general del Perv[6][7]

### Aimara
- Ludovico Bertonio elabora Vocabvlario de la Lengua Aymara en 1612.[8]

## Siglos XIX principios del XX
- Peruanismos de Juan de Arona.
- Diccionario Políglota de los franciscanos
- Fichas lexicográficas de Ricardo Palma.
- Diccionario Quichua-castellano de Luis Cordero, con motivo del 4.º centenario de la llegada de Colón a América, en 1892.

## Segunda mitad delsigloXX

### Idioma quechua
- Gary Parker, coautor del Diccionario Quechua Ancash- Huailas
- Amancio Chávez, coautor del Diccionario Quechua Ancash- Huailas
- Clodoaldo Soto Ruiz autor del Diccionario Quechua Ayacucho- Chanca
- Félix Quesada C. autor del Diccionario Quechua Cajamarca- Cañaris
- Antonio Cusihuamán G. es de su autoría el Diccionario Quechua Cusco- Colla
- Rodolfo Cerrón Palomino le pertenece la autoría de Diccionario Quechua Junín- Huanca[9]
- Francisco Carranza Romero, en tercera edición, desde Maguncia: Diccionario Quechua Ancashino- Castellano
- Javier Pulgar Vidal creador de un vocabulario de huanuqueñismos
- El sacerdote dominico, Jaroslav Soukup, con su Vocabulario de los nombres vulgares de la Flora Peruana y Catálogo de los géneros
- Gavina Córdova y Virginia Zavala, editoras de Diccionario de Matemática castellano-quechua
- Marinerell Park, Nancy Weber, Víctor Cenepo S. (1976): Diccionario Quechua de San Martín. Ministerio de educación del Perú
- Taylor, Gerald (2006): Diccionario Quechua Chachapoyas y  Lamas - Castellano[10]

### Idioma aimara
- Felipe Huayhua Pari con su Diccionario bilingüe polilectal Aimara Castellano Castellano -Aimara ISBN 978-9972-46-410-2
- Juan Luis Ayala Loayza: Diccionario Español-aimara Aimara español.[11]
- Thomas Büttner y Dionisio Condori: Diccionario Aymara-Castellano/ Arunakan Liwru Aymara -Kastillanu[12]

## sigloXXI
Leonel Alexander Menacho López con su Diccionario quechua ancashino, de título Anqas Qhichwa Simiqullqa.

## Citas y referencias
1. ↑  Varios: «Estudios sobre lenguas andinas y amazónicas»,ISBN  978-9972-42-972-9
2. ↑  Tauro del pino: Enciclopedia ilustrada del Perú
3. ↑  Prefacio de Raúl Porras Barrenechea en la edición de 1951
4. ↑  Prefacio de Porras, ya citado
5. ↑  Hay una relación prolija desde el siglo XVI hasta el presente en Kichwa Yachakkunapa Shimiyuq Kamu, Ministerio de Educación, Quito Ecuador (2009)
6. ↑  10 ediciones, la 1.ª en 1586 edición de Antonio Ricardo, la última en 2014
7. ↑  Edición de 2014: normalización e interpretación  de Rodolfo Cerrón Palomino, Raúl Bendezú Araujo y Julio Acurio Palma, en grafías modernas ISBN 978-9972-832-62-8
8. ↑  Corresponde a «Ediciones El Lector», Arequipa Perú 2006, ISBN 9972-9706-1-4
9. ↑  Este y los anteriores son autores de diccionarios editados, en 1976, por IEP y el Ministerio de Educación
10. ↑  Taylor del IFEA es autor del del Manuscrito de Huarochiri en quechua normalizado y legible
11. ↑  Juan L. Ayala L.  Diccionario español aimara/Aimara -español. Editorial Juan Mejía Baca Lima (1988) Auspicio de Concytec
12. ↑  Proyecto experimental de Educación Bilingüe Puno/ Connio Perú- República Federal de Alemania. (1984)
13. ↑  Lexicón con entradas desarrolladas en quechua, y una palabra equivalente en castellano, producción del Ministerio de Educación del Perú

- Datos: Q16590443